# Machteld Johanna Mellink
Machteld Johanna Mellink (Amsterdam, 26 oktober 1917 – Haverford, 23 februari 2006) was een Nederlands-Amerikaans archeologe. Ze verrichtte opgravingen in Griekenland en Turkije en was als hoogleraar verbonden aan het Bryn Mawr College.

## Biografie
Machteld Johanna Mellink werd geboren op 26 oktober 1917 in Amsterdam. Ze studeerde aan de Universiteit van Amsterdam en de Universiteit Utrecht. Ze promoveerde in 1943 te Utrecht onder Carl Wilhelm Vollgraff op een proefschrift over de oorsprong en verering van de Griekse god Hyacinthos. Tijdens de Tweede Wereldoorlog maakte ze deel uit van het verzet. Na de oorlog vertrok ze naar de Verenigde Staten. Ze volgde een opleiding aan Bryn Mawr College en daarna volgde ze een opleiding aan de Universiteit van Chicago. Ze begon zich naast Griekenland ook op het nabije oosten te richten. Ook nam ze eind jaren veertig deel aan opgravingen in Tarsus. Dezelfde periode kreeg ze grote belangstelling voor het schiereiland Anatolië waar ze zich gedurende haar carrière voor inzette en onderzoek naar deed.
In 1949 werd ze aangesteld als universitair docent klassieke en nabije oosten archeologie aan Bryn Mawr College. Van 1950 tot en met 1965 verrichtte ze opgravingen rondom Gordium. In 1961 werd ze lid van de Koninklijke Nederlandse Akademie van Wetenschappen en in 1972 werd ze benoemd tot hoogleraar aan Bryn Mawr College. Ze bekleedde de Leslie Clack Chair. Gedurende de periode 1963 tot en met 1976 deed ze opgravingen op de vlakte van Elmalı vlak bij Karatas-Semayük. Ze richtte zich vooral op het Neolithicum en de vroege Bronstijd en onderzocht het contact tussen Griekenland en het nabije oosten in die tijd. Ook onderzocht ze de overgang van de jagers en verzamelaars naar de boeren en landbouwers in Europa en Anatolië en de vorming van de staten zoals Troje, Kreta en Mycene. Dit alles leverde de nodige nieuwe inzichten op over de geschiedenis van Anatolië. Ook nam ze deel aan opgravingen in Troje. In tegenstelling tot Heinrich Schliemann beweerde ze dat Troje een Anatolische stad was en dat er onderzoek moest komen naar de link met Centraal-Anatolië. Later bleek dat ze hier in ieder geval deels gelijk in had.
In 1988 stopte ze als hoogleraar maar bleef wel enkele jaren aan als hoofd van de afdeling archeologie van Bryn Mawr College.
Op 23 februari 2006 kwam ze in Haverford te overlijden.

## Erkenning
Ze heeft tijdens haar carrière meerdere prijzen ontvangen. Ze ontving van het Archaeological Institute of America een gouden medaille en in 1994 ontving ze de Lucy Wharton Drexel-medaille. Ook ontving ze een eredoctoraat van de Universiteit van Eskişehir en de Universiteit van Pennsylvania. Verder ontving ze van Bryn Mawr Colleg de Lindback Foundation Award wegens haar kwaliteiten als docent. Tevens was ze lid van meerdere wetenschappelijke organisaties en instituten waaronder het Deutsches Archäologisches Institut en de American Philosophical Society. Daarnaast was ze fellow van het American Academy of Arts and Sciences.

## Publicaties (selectie)
- Troy and the Trojan War (1986)
- A Hittite cemetery at Gordion (1956)